# Dallas Theological Seminary

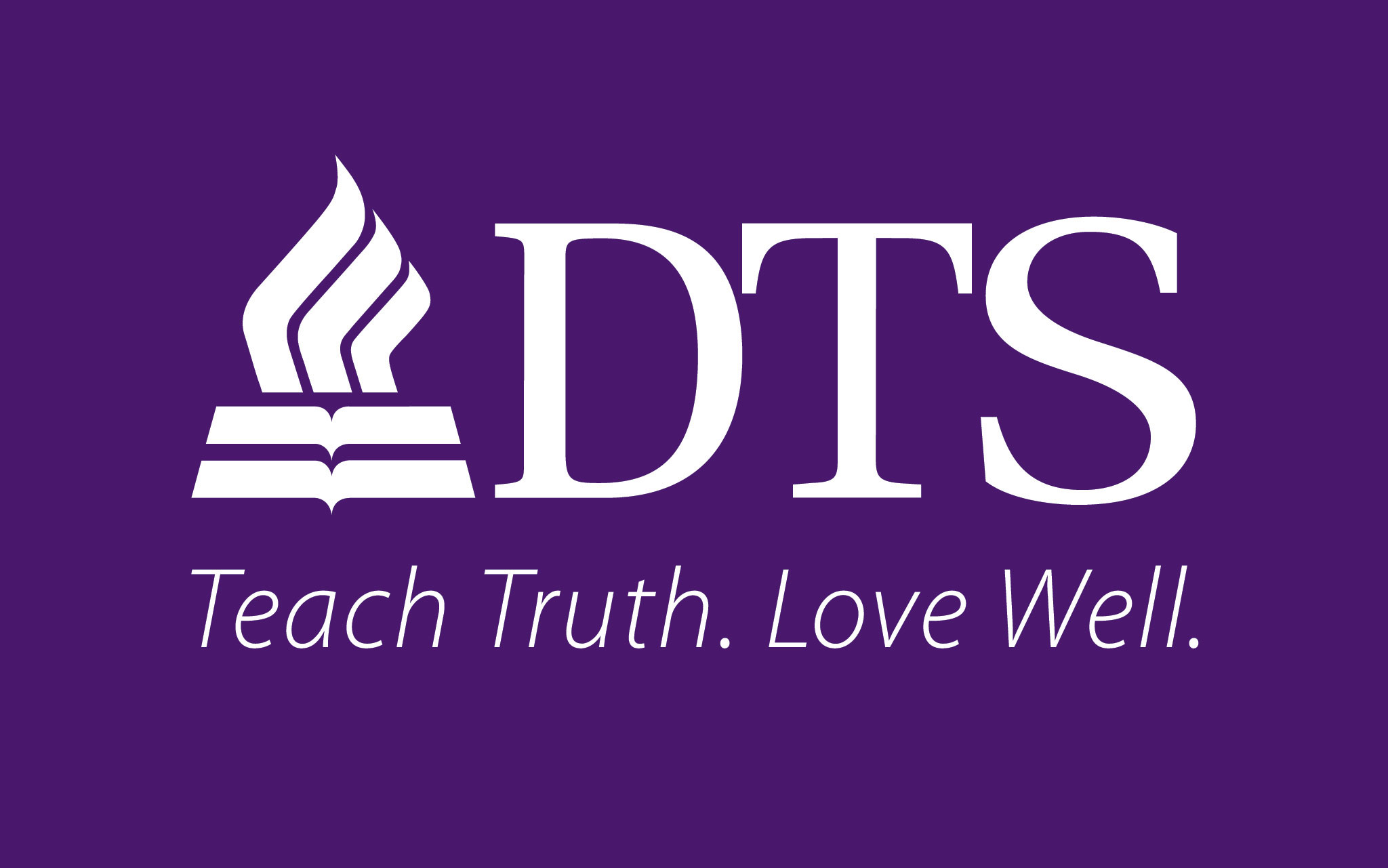
DTS Logo

Das Dallas Theological Seminary (englisch; kurz DTS) ist eine interkonfessionelle, evangelikale Ausbildungsstätte in Dallas, Texas, Vereinigte Staaten. Dieses Theologische Seminar galt lange Zeit als Hort des Dispensationalismus und betont heute eine biblische und missionale Ausrichtung. Campus des DTS befinden sich heute auch in Alpharetta, Atlanta, Austin, Burke, Guatemala-Stadt, Houston und San Antonio. Darüber hinaus bietet das Seminar multilinguale Online-Kurse an. Inzwischen sind über 16.000 Absolventen aus über 70 Denominationen in über 100 Staaten tätig.

## Geschichte
Das Seminar wurde 1924 von Lewis Sperry Chafer und William Griffith Thomas gegründet. Da Thomas noch im gleichen Jahr starb, begann Chafer im Herbst allein, die ersten 13 Schüler in der Bibel zu unterrichten. Im Folgejahr wurde ein verbindliches Glaubensbekenntnis eingeführt. 1926 konnte ein Campus gekauft werden, wo 1927 das erste Schulgebäude, die Davidson Hall, errichtet wurde. Seit 1934 gibt das DTS die Zeitschrift Bibliotheca Sacra heraus. 1935 wurde die vierjährige Ausbildung mit dem Master of Theology eingeführt. Schwerpunkte bildeten vor allem die Systematische Theologie, Hebräisch und alttestamentliche Exegese sowie Griechisch und neutestamentliche Exegese.
Um den gestiegenen intellektuellen Ansprüchen für die Dienste in Kirchen und Schulen gerecht zu werden, kann seit 1980 am Seminar der Doktortitel erworben werden. 1982 wurde begonnen, christliche Pädagogik und Erziehung zu lehren. 1987 wurde die Missionsausbildung in Interkulturellen Diensten eingerichtet. Seit 1993 kann man Biblische Beratung und Biblische Exegese und Linguistik studieren, Letzteres in Zusammenarbeit mit der Dallas International University, die ihren Sitz in South Dallas hat. 2005 kam ein Seminar für Medien und Kommunikation dazu, in dem Kunst und Gottesdienst wichtige Lehrinhalte sind. 2011 wurde erstmals ein christliches Führungsseminar angeboten. 2015 wurden ein akademisches Studienprogramm für Alttestamentliche Wissenschaft, Neues Testament und theologischen Studien aufgebaut.
Da die Treue zur biblischen Wahrheit für das Seminar von Anfang an größte Priorität hatte, werden alle Mitglieder des Vorstands und der Fakultät jährlich gebeten, dem Glaubensbekenntnis aus Überzeugung zuzustimmen.

## Präsidenten des Seminars
- Lewis Sperry Chafer, 1924–1952
- John F. Walvoord, 1952–1986
- Donald K. Campbell, 1986–1994
- Charles R. Swindoll, 1994–2001
- Mark L. Bailey, 2001–2020
- Mark Yarbrough, 2020-[8]

## Persönlichkeiten
Unter den Alumni des DTS sind einige bekannte Bibellehrer und TV-Prediger, darunter:
- David Jeremiah (* 1941)
- Tony Evans (* 1949)
- Arnold Fruchtenbaum (* 1943)
- John Vernon McGee (1904–1988)
- Helmuth Pehlke (1943–2023)
- Robert Saucy (1930–2015)
- Andy Stanley (* 1958)
- Charles R. Swindoll (* 1934)

Bekannte Lehrer waren und sind die Theologen und Autoren:
- John F. Walvoord (1910–2002)
- Charles C. Ryrie (1925–2016)
- Darrell Bock (* 1953)